# Daria Nicolodi
Daria Nicolodi (Florencia, 19 de junio de 1950 - Roma, 26 de noviembre de 2020) fue una actriz y guionista italiana, conocida por su trabajo en Profondo Rosso, Tenebrae, Suspiria y Opera.

## Biografía
Daria Nicolodi nació en Florencia el 19 de junio de 1950. 
Fue pareja del director de cine italiano Dario Argento y madre de la actriz y directora Asia Argento. Nicolodi actuó en varios filmes de Argento, incluyendo Profondo Rosso, Tenebrae y Opera, y fue la coescritora de Suspiria.
También trabajó con los directores Mario Bava, Lamberto Bava, Luigi Cozzi, Michele Soavi y con su hija Asia.
Nicolodi falleció en Roma el 26 de noviembre de 2020 a los setenta años.

## Filmografía
- La terza madre (2007)
- Soleado (2004)
- Rosa e Cornelia (2000)
- Scarlet Diva (2000)
- Viola bacia tutti (1998)
- La parola amore esiste (1998)
- La fine è nota (1993)
- La setta (1991)
- Paganini Horror (1989)
- Il gioko (1989, telefilme)
- Opera (1987)
- Le foto di Gioia (1987)
- Maccheroni (1985)
- Phenomena (1985)
- Tenebrae (1982)
- Il minestrone (1981)
- Inferno (1980)
- Tre ore dopo le nozze (1979, telefilme)
- La Venere d'Ille (1979)
- Schock (1977)
- Profondo Rosso (1975)
- Ritratto di donna velata (1975, serie de TV)
- La proprietà non è più un furto (1973)
- Salomè (1972)
- Uomini contro (1970)